# Donald Sterling
 (août 2023).
Motif : Le plan et le titre de section "controverses", ça ne va pas. A réécrire uniquement de manière chronologique.
Pour les articles homonymes, voir Sterling.
Donald Sterling (né Donald Tokowitz le 26 avril 1934 à Chicago, États-Unis) est un homme d'affaires et ancien avocat. Sterling a acquis la  franchise de basket-ball de la NBA des Clippers de Los Angeles en 1981 pour 12,5 millions de dollars et, en 2014, l'équipe est évaluée à 575 millions de dollars d'après le magazine Forbes, qui la classe treizième sur trente équipes. En août 2014,  Steve Ballmer devient officiellement propriétaire de la franchise des Clippers après le bannissement de Sterling pour ses propos jugés racistes.

## Jeunesse et études
Donald Tokowitz - il a légalement ajouté Sterling à son nom à l'âge adulte - est né en 1934 à Chicago, Illinois. Sa famille déménage à Boyle Heights, une banlieue de Los Angeles alors qu'il n'a que deux ans. Ses parents, des immigrants juifs ashkénaze, se prénomment Susan et Mickey. En 1952, il est diplômé de l'école secondaire Theodore Roosevelt de Los Angeles où il fut président de classe et membre de l'équipe de gymnastique. Il fréquente l'Université d'État de Californie (promotion de 1956) puis la Southwestern University School of Law où il fait ses études de droit (promotion de 1961).

## Carrière
À partir de 1961, Sterling fait carrière comme avocat, spécialisé dans les divorces et les dommages corporels. N'ayant aucune opportunité de travail dans des cabinets d'avocats prestigieux, il exerce de manière indépendante. Grâce à ses revenus d'avocat, il se lance dans l'immobilier en 1963 et il achète un immeuble de vingt-six logements à Beverly Hills. Au cours des années suivantes il achète les immeubles de Raymond Burr, Chuck Connors, Robert Mitchum, John Wayne, Carol Burnett,  Burt Lancaster et plusieurs de Jerry Buss. Au total, Sterling a acquis environ 5 000 appartements, le Comstock Hôtel de Beverly Hills, l'ancien immeuble de la MGM (aujourd'hui Sterling Plaza) et deux propriétés à Malibu : l'ancien Malibu Yacht Club et un immeuble qui était la propriété du producteur Jack Warner.
En 1981, le propriétaire majoritaire des Lakers de Los Angeles, Jerry Buss, suggère à Sterling d'acheter sa propre franchise de la NBA. Sterling achète les Clippers de San Diego pour 12,5 millions de dollars. Contrairement au succès instantané de Buss avec les Lakers qui remportent le championnat de la NBA dès sa première saison en tant que propriétaire, Sterling et ses Clippers luttent plusieurs saisons sans jamais remporter le championnat NBA.
Sterling a été largement critiqué pour son fonctionnement économe des Clippers, qu'il explique par les mauvaises performances de l'équipe, longtemps considérée comme la risée de la NBA, n'obtenant le droit de disputer les playoffs NBA qu'à trois reprises, en 1992, 1993 et 1997, avec à chaque fois une élimination au premier tour. Durant la saison 1999-2000, les Clippers déménagent dans le Staples Center de Los Angeles. L'équipe se reconstruit. Lors de la saison 2005-2006, l'équipe obtient son meilleur bilan avec  quarante-sept victoires depuis son déménagement en Californie et atteint pour la première fois depuis cette date le deuxième tour des playoffs, éliminé par les Suns de Phoenix. En saison 2012-2013, l'équipe obtient un nouveau meilleur bilan depuis le début de la franchise avec cinquante-six victoires et une élimination au premier tour des playoffs, bilan de nouveau battu lors de la saison suivante avec une victoire de plus.
Sterling a repoussé de nombreuses offres d'autres villes souhaitant accueillir les Clippers et il a été inébranlable dans son refus de délocaliser l'équipe ailleurs qu'à Los Angeles, et tout autant quant au fait de vendre l'équipe. Alors que le club a joué quelques matchs à Anaheim avant que le Staples Center ne soit construit, il n'a pas voulu délocaliser l'équipe de manière permanente. Au cours des dernières années, il a montré une volonté accrue de dépenser. En 2003, Sterling signe le plus gros contrat de l'histoire de la franchise en s'alignant sur l'offre faite par le Heat de Miami à un de ses joueurs, Elton Brand, alors restricted free agent, avec six ans et 82 millions de dollars. Puis, Sterling  consacre 50 millions de dollars pour construire à Playa Vista un centre d'entraînement et le siège social de l'équipe.

## Controverses
En août 2006, le département de la Justice des États-Unis poursuit Sterling pour discrimination ; il aurait utilisé un critère racial comme critère d'acceptation dans certains de ses immeubles. L'accusation reproche à Sterling d'avoir refusé l'accès de ses appartements à des non-Coréens dans le quartier de Koreatown à Los Angeles et aux Afro-Américains dans Beverly Hills. L'accusation allègue que Sterling aurait dit qu'il n'aimait pas louer aux Hispaniques parce qu'ils « fument, boivent et flânent autour de l'immeuble » et que « les locataires noirs ont des odeurs et attirent la vermine ». En novembre 2009, le réseau ESPN rapporte que Sterling a accepté de payer 2,7 millions de dollars pour régler des plaintes suivies par le ministère de la Justice et Davin Day de Newport Beach, au motif qu'il s'était engagé dans des pratiques de location discriminatoires à l'encontre des Hispaniques, des Noirs et des familles avec enfants. La somme sert aussi à régler les plaintes de familles se plaignant que leurs logements avaient été détruits en raison de leur couleur de peau. En outre, Sterling a également été condamné à payer 4,9 millions de dollars d'honoraires et frais d'avocats.
En février 2009, Sterling est poursuivi par l'ancien directeur exécutif des Clippers, Elgin Baylor, pour discrimination à l'emploi sur le fondement de l'âge et de la race. L'accusation allègue que Sterling aurait dit à Baylor que ce dernier voulait remplir son équipe avec « des garçons pauvres noirs du Sud et un entraîneur-chef blanc ». Elle ajoute que, pendant les négociations avec Danny Manning, Sterling aurait déclaré : « je paye beaucoup d'argent pour un pauvre enfant noir ». Le procès a pris acte[pas clair] des commentaires tout en alléguant que « l'entraîneur-chef de race blanche a un contrat de 22 millions de dollars sur quatre ans, mais que le salaire de Baylor avait été gelé à un niveau relativement dérisoire 350 000 dollars depuis 2003 ».
Avec la mort de Jerry Buss, propriétaire des Lakers de Los Angeles, le 18 février 2013, Sterling devient alors le plus ancien propriétaire de NBA en activité avec 33 saisons.
Le 25 avril 2014, Sports TMZ publie l'enregistrement d'une conversation qu'aurait eu Sterling avec son ex-conjointe, V. Stiviano,. Sur l'enregistrement datant du 9 avril, Sterling et Stiviano se querelleraient concernant une photo qu'elle aurait postée sur Instagram en compagnie de Magic Johnson. Sterling aurait dit à Stiviano : « Cela m'embête beaucoup que tu dises ainsi vouloir être associée à des noirs. Est-ce que tu dois vraiment faire cela ? […] Tu peux coucher avec [des noirs], tu peux les faire venir chez toi, tu peux faire ce que tu veux avec eux, mais la moindre des choses est de ne pas en faire la publicité et de ne pas m'inclure là-dedans. […] Sur ton Instagram de merde, tu n'as pas à te montrer à côté de Noirs. […] N'amène pas des Noirs à mes matchs, y compris Magic Johnson ». Plusieurs personnalités telles que LeBron James, Chris Paul, joueur évoluant alors dans la franchise des Clippers, Doc Rivers et Snoop Dogg condamnent les propos racistes de Sterling. Le président Barack Obama, alors en visite officielle en Malaisie, déclare « Lorsque des ignares veulent mettre en valeur leur ignorance, vous ne pouvez pas faire grand chose. Il faut juste les laisser parler ». Le président Obama demande au commissaire de la NBA, Adam Silver, de régler cette affaire rapidement. Lors d'un entretien accordé au réseau CBS, Magic Johnson déclare que Sterling serait bien avisé de vendre l'équipe. Après le lancement du scandale, Donald Sterling est dissuadé de justesse par l’entraîneur Doc Rivers de se présenter au Game 4 de la série de playoffs face aux Warriors, les joueurs ayant menacé de ne pas disputer la rencontre.
Le 29 avril 2014, le commissaire Adam Silver annonce le bannissement à vie de Sterling pour ses propos racistes et lui inflige une amende de 2,5 millions de dollars qui sera versée à des organismes luttant contre les discriminations. Sterling ne pourra plus assister aux matchs de la NBA ni même se présenter aux entraînements des Clippers. Il ne peut plus participer aux décisions entourant l'équipe et n'est plus admis aux réunions non plus qu'aux activités de la Ligue. Silver demande également au bureau des gouverneurs de la NBA d'imposer la mise en vente de l'équipe.Pour Steve Kerr, « Ça a été un moment crucial dans l’état actuel de la NBA du fait que les joueurs sont devenus très socialement actifs ensuite et qu’avec la ligue, Adam Silver et les propriétaires, ils ont fait le choix d’être ensemble sur des questions sociales, d’être franc pour le bien de tous et pour changer les choses. Ça a changé la relation entre les joueurs et la direction de la ligue ».